# Saint-Auvent
Saint-Auvent is een gemeente in het Franse departement Haute-Vienne (regio Nouvelle-Aquitaine) en telt 837 inwoners (1999). De plaats maakt deel uit van het arrondissement Rochechouart.

## Geografie
De oppervlakte van Saint-Auvent bedraagt 34,0 km², de bevolkingsdichtheid is 24,6 inwoners per km².
De onderstaande kaart toont de ligging van Saint-Auvent met de belangrijkste infrastructuur en aangrenzende gemeenten.

## Demografie
Onderstaande figuur toont het verloop van het inwonertal (bron: INSEE-tellingen).